# Marjan Šarec
Marjan Šarec (n. 2 decembrie 1977, Ljubljana, Republica Socialistă Slovenia, RSF Iugoslavia) este un politician, actor și comediant sloven. Šarec a ocupat funcția de al nouălea prim-ministru al Sloveniei în perioada 2018-2020.
Și-a început cariera drept actor de comedie și satiric, înainte de a intra în politică. Ales de două ori ca primar al Kamnik (2010-2018), Šarec a candidat la alegerile prezidențiale din 2017, fiind învins la limită în turul al doilea de actualul președinte, Borut Pahor. El a obținut un loc în Adunarea Națională la alegerile parlamentare din 2018 cu partidul său, Lista lui Marjan Šarec. Pe 17 august 2018, a devenit prim-ministru al Sloveniei. Pe 27 ianuarie 2020 și-a anunțat demisia din funcția de prim-ministru.

## Educație și cariera timpurie în comedie
Marjan Šarec și-a început educația la școala primară Marija Vera din cartierul Duplica din Kamnik. Ulterior, s-a înscris la un curs de formare profesională la Liceul pentru Tâmplării din Ljubljana. După absolvirea liceului în anul 1996 și în urma sfatului directorului Marjan Bevk, Šarec a absolvit ca actor la Academia de Teatru, Radio, Film și Televiziune, parte a Universității din Ljubljana, în 2001. În următorii ani, el s-a implicat activ în emisiunile Radio Ga-Ga a lui Sašo Hribar și Hri-bar de la postul național de televiziune sloven⁠(d). Šarec a lucrat în cea mai mare parte ca actor de comedie și satiră politică. În această perioadă, personajul său de scenă celebru a fost Ivan Serpentinšek, un caracter rural morocănos din regiunea Gorenjska⁠(d). De asemenea, el a imitat mai multe persoane celebre, inclusiv pe fostul președinte al Sloveniei, Janez Drnovšek, Karel Erjavec⁠(d), Osama bin Laden, Fidel Castro, Anton Rop, Jelko Kacin, Janez Janša, Andrej Bajuk⁠(d), printre altele. El a lucrat și ca jurnalist și redactor.

## Cariera politică

### Politica locală
La alegerile locale din 2010, Šarec a candidat pentru funcția de primar general al Kamnik, un oraș din nordul Sloveniei. Un caz rar printre personalitățile mass-media slovene care au încercat să intre politica națională sau locală, Šarec a avut succes. După ce a terminat pe locul al doilea în primul tur de scrutin, el a câștigat în turul al doilea de scrutin. A fost membru al partidului Slovenia Pozitivă al lui Zoran Janković⁠(d), dar ulterior Šarec a candidat la alegerile locale din 2014 cu propria sa listă politică și a fost reales din primul tur cu aproape două treimi din voturi. După ce a devenit oficial ales, Šarec s-a retras din divertisment și s-a ocupat în întregime de cariera politică.

### Campania prezidențială
În luna mai 2017, Šarec a anunțat că va candida la următoarele alegeri prezidențiale, care urmau să aibă loc pe 22 octombrie. În ciuda faptului că i s-a amintit mereu de cariera de actor, Šarec a declarat că este serios cu privire la candidatură, fiindcă „funcția de președinte ar trebui să fie tratată ca una serioasă”. Deoarece îl critica pe actualul președinte, Borut Pahor, pentru că tratează funcția de președinte ca o celebritate, Šarec a fost privit drept un potențial candidat puternic, unul care ar putea atrage tânăra generație de alegători și alegătorii înclinați spre partea stângă a spectrului politic. În primul tur al alegerilor, Šarec a câștigat 25% din voturi, rezultând într-un al doilea scrutin împotriva lui Pahor pe 12 noiembrie, în care a pierdut la mică diferență.

### Prim-Ministru al Sloveniei
În iunie 2018, Šarec a candidat la alegerile parlamentare cu Lista lui Marjan Šarec. Partidul a câștigat 12,6% din voturi, ceea ce a rezultat în 13 locuri de deputați. LMŠ a devenit al doilea cel mai mare partid din Adunarea Națională. Pe 17 august 2018, a fost ales drept nou șef al celui de-al 13-lea Guvern al Republicii Slovene.
Pe 27 ianuarie 2020, Šarec a demisionat din funcție, în urma plecării ministrului de finanțe, care a demisionat din cauza modificărilor propuse la legislația din sănătate.